# Ledovec Roseg
Ledovec Roseg (rétorománsky Vadret da Roseg, vyslovováno va'dret da roˈzetɕ) je ledovec nacházející se na severní straně horské skupiny Bernina ve švýcarském kantonu Graubünden. V roce 2013 byla jeho délka 2,5 km a v roce 2015 zaujímal plochu 6,58 km². Ve své zdrojové oblasti je ledovec spojen s ledovcem Sella (Vadret da la Sella) na východě.

## Poloha
Zdrojová oblast ledovce Roseg leží v nadmořské výšce něco málo přes 3500 m na skalnatém hřebeni mezi vrcholy Piz Glüschaint a Dschimels (italsky I Gemelli), přes který vede hranice mezi Itálií a Švýcarskem. Sousední ledovec Sella začíná pod strmým západním svahem Piz Roseg a severním svahem Piz Sella. Oba ledovce zasahují na sever do údolí Val Roseg. Na svahu západně od ledovce Roseg se v nadmořské výšce 2610 m nachází Coazhütte, chata Švýcarského alpského klubu.
Jednotlivé jazyky ledovců Roseg a Sella sahají (k roku 2018) zhruba k okraji terénu nad jezerem Lej da Vadret, do kterého se vlévá několik horských potoků s vodou z tajícího ledovce. Lej da Vadret, takzvané jezero v jazykové kotlině, je asi 1500 m dlouhé a 300 m široké. Vzniklo v polovině 20. století, když se oddělil ledovec Roseg od severovýchodně od něj ležícího ledovce Tschierva. Jezero se následně vytvořilo za bývalou střední morénou, orograficky levou boční morénou ledovce Tschierva. V srpnu 1954 hladina jezera v důsledku tání sněhu a vydatných dešťů rychle stoupla o 85 cm. To mělo za následek silnou erozi u výtoku z jezera a další vodní masy rychle odtékaly řekami Rosegbach, Flaz a Inn, dokud hladina vody v jezeře neklesla přibližně na původní úroveň. Částečně to způsobilo velké povodňové škody v Horním Engadinu v létě 1954.

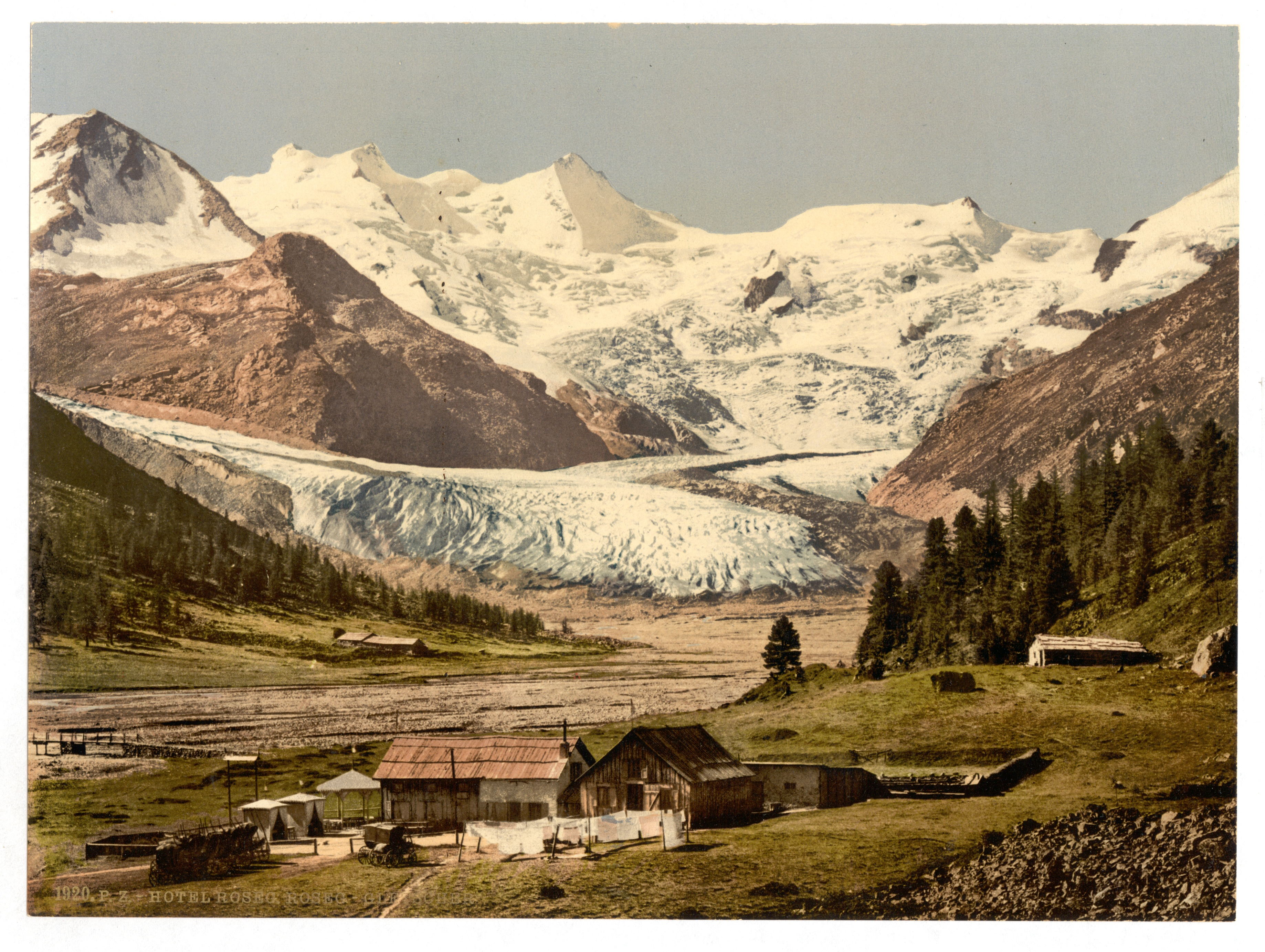
Pohled na ledovcový jazyk od hotelu Roseg, asi okolo roku 1900; v popředí vlevo postupuje ledovec Tschierva a spojuje se s ledovcem Roseg.

## Vývoj
Během malé doby ledové sahaly ledovce Roseg a Tschierva až do blízkosti dnešního hotelu Roseg. Od té doby poměrně silně ustoupily, takže v současnosti mají jen o něco více než polovinu své původní rozlohy.